# العلاقات البيلاروسية السورية
العلاقات البيلاروسية السورية هي العلاقات الثنائية التي تجمع بين روسيا البيضاء وسوريا.

## مقارنة بين البلدين
هذه مقارنة عامة ومرجعية للدولتين:
| وجه المقارنة                                              | روسيا البيضاء                    | سوريا                    |
| --------------------------------------------------------- | -------------------------------- | ------------------------ |
| المساحة (كم2)                                             | 207.60 ألف                       | 185.18 ألف               |
| عدد السكان (نسمة)                                         | 9.50 مليون                       | 18.27 مليون              |
| الكثافة السكانية (ن./كم²)                                 | 45.76                            | 98.66                    |
| العاصمة                                                   | مينسك                            | دمشق                     |
| اللغة الرسمية                                             | اللغة البيلاروسية، اللغة الروسية | اللغة العربية            |
| العملة                                                    | روبل بلاروسي                     | ليرة سورية               |
| الناتج المحلي الإجمالي (بليون دولار)                      | 54.44 مليار                      | 60.20 مليار              |
| الناتج المحلي الإجمالي (تعادل القوة الشرائية) بليون دولار | 168.35 مليار                     |                          |
| الناتج المحلي الإجمالي الاسمي للفرد دولار أمريكي          | 5.74 ألف                         |                          |
| الناتج المحلي الإجمالي للفرد دولار أمريكي                 | 18.18 ألف                        |                          |
| مؤشر التنمية البشرية                                      | 0.798                            | 0.594                    |
| رمز المكالمات الدولي                                      | +375                             | +963                     |
| رمز الإنترنت                                              | .by، .бел                        | .sy                      |
| المنطقة الزمنية                                           | ت ع م+03:00                      | ت ع م+02:00، ت ع م+03:00 |

## مدن متوأمة
في ما يلي قائمة باتفاقيات التوأمة بين مدن بيلاروسية وسورية:
- ترتبط برست مع حلب باتفاقية توأمة منذ 2015.[15][16][17][15]

## منظمات دولية مشتركة
يشترك البلدان في عضوية مجموعة من المنظمات الدولية، منها:
| علم المنظمة | اسم المنظمة                               | تاريخ انضمام روسيا البيضاء | تاريخ انضمام سوريا |
| ----------- | ----------------------------------------- | -------------------------- | ------------------ |
|             | مؤسسة التمويل الدولية                     | 2 نوفمبر 1992              | 28 يونيو 1962      |
|             | منظمة حظر الأسلحة الكيميائية              | ?                          | ?                  |
|             | الأمم المتحدة                             | 24 أكتوبر 1945             | 24 أكتوبر 1945     |
|             | الاتحاد الدولي للاتصالات                  | 7 مايو 1947                | 12 يناير 1924      |
|             | منظمة الشرطة الجنائية الدولية             | ?                          | ?                  |
|             | البنك الدولي للإنشاء والتعمير             | 10 يوليو 1992              | 10 أبريل 1947      |
|             | الاتحاد البريدي العالمي                   | ?                          | ?                  |
|             | المركز الدولي لتسوية المنازعات الاستشارية | 9 أغسطس 1992               | 24 فبراير 2006     |
|             | وكالة ضمان الاستثمار متعدد الأطراف        | 3 ديسمبر 1992              | 14 مايو 2002       |
|             | يونسكو                                    | 12 مايو 1954               | 16 نوفمبر 1946     |

## وصلات خارجية
- موقع وزارة الخارجية البيلاروسية